# Oreophryne terrestris
Espèce
Statut de conservation UICN

 DD  : Données insuffisantes
Oreophryne terrestris est une espèce d'amphibiens de la famille des Microhylidae.

## Répartition
Cette espèce est endémique des Star mountains dans la province de Sandaun en Papouasie-Nouvelle-Guinée. Elle n'est connue que sur le mont Capella, à environ 3 080 m d'altitude.

## Étymologie
Son nom d'espèce, du latin, terrestris, « terrestre », lui a été donné en référence à son mode de vie.

## Publication originale
- Zweifel, Cogger & Richards, 2005 : Systematics of microhylid frogs, genus Oreophryne, living at high elevations in New Guinea. American Museum Novitates, no 3495, p. 1-25 (texte intégral).